# 추르고구

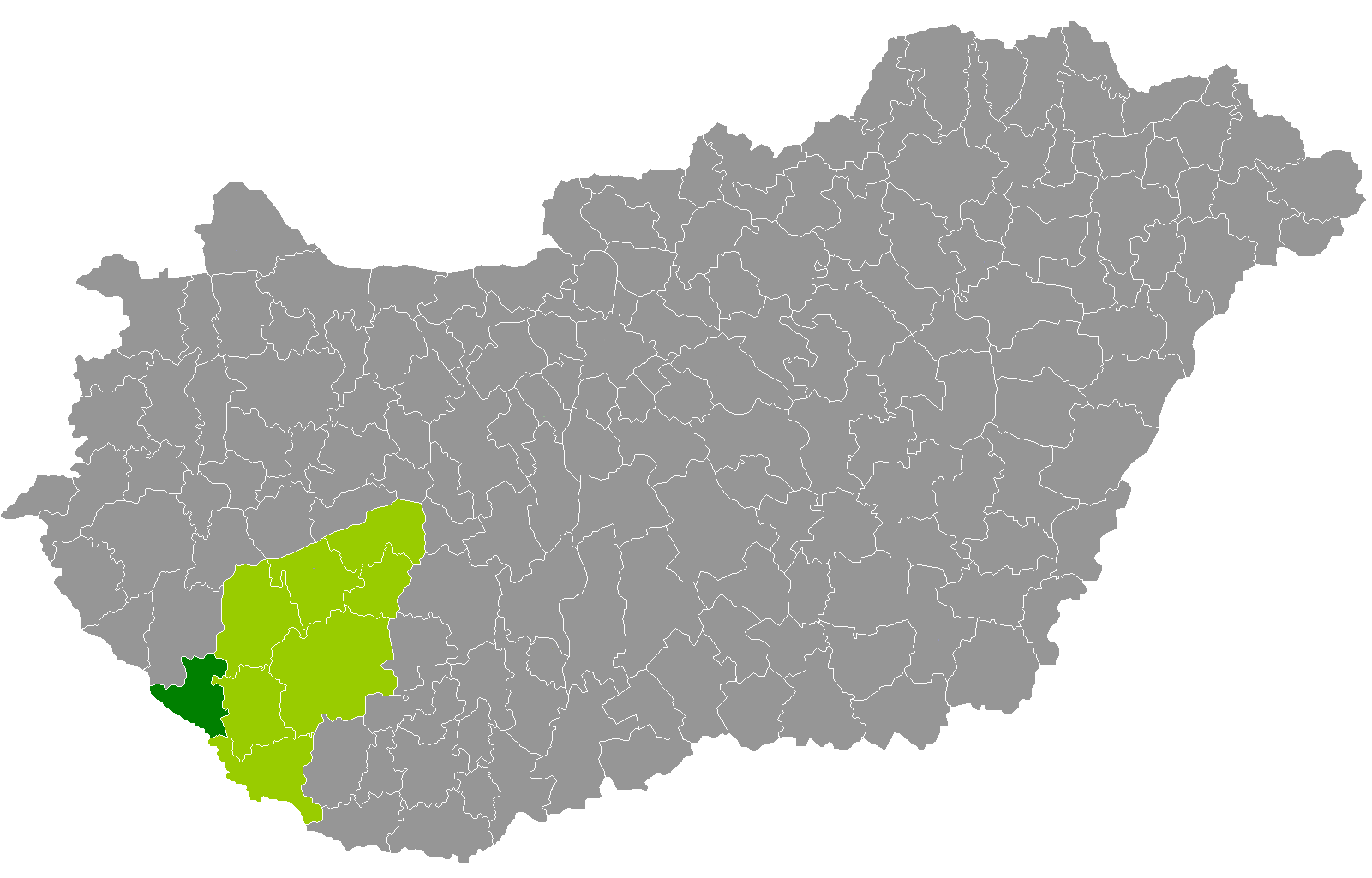
쇼모지주 지도에 표시된 추르고구의 위치

추르고구(헝가리어: Csurgói járás)는 헝가리 쇼모지주에 위치한 구로 구청 소재지는 추르고이며 면적은 496.19km2, 인구는 16,862명(2011년 기준), 인구 밀도는 34명/km2이다.
북쪽으로는 절러주 너지커니저구, 동쪽으로는 머르철리구, 너저타드구, 남동쪽으로는 버르치구와 접하며 남서쪽으로는 크로아티아와 국경을 접한다. 18개 지방 자치체(1개 시, 17개 마을)를 관할한다.

구 문장